# 莉西的故事
《莉西的故事》（英語：Lisey's Story）是美國暢銷作家史蒂芬·金的一部小說，由斯克裡布納出版社於2006年發行，並於2007年獲提名世界奇幻獎。

## 故事簡介
莉西是著名作家蘭登的遺孀，蘭登已經死去兩年，但莉西對蘭登仍然是念念不忘，拖了兩年都不願執拾蘭登的遺物。一天，莉西的姐姐亞曼達聽到舊情人的消息精神病復發。同時，變態的文學收藏家要脅莉西交出蘭登的遺稿。莉西權衡之下只好先處理亞曼達的問題，與亞曼達同眠時，竟然聽到蘭登透過亞曼達的口告訴她要找到「秘寶」，另外，原來蘭登一早安排了亞曼達的精神病院。這些事都令莉西回想起不願回想的過去，蘭登家族很奇異，家族部分人會被邪魔入侵，變得失去理性。而蘭登沒有中邪的傾向，但他有自由進出異界的能力。變態的文學收藏家上門傷害莉西，令莉西想起自己都有能力進入異界，莉西在亞曼達的幫助下將變態的文學收藏家帶到異界，並讓他被異界的生物吃掉。莉西在異界時吸引了異界生物的目光，異界生物如影隨形般跟著莉西。於是莉西最後一次進入異界，找到蘭登的「秘寶」，知道了躲避異界生物的方法，及蘭登最不為人知的童年陰影。

## 影視改編
2019年4月8日，蘋果公司獲得了這部小說的影視改編發行權，並整季預訂這部全八集的迷你劇，定於Apple TV+首播。茱莉安·摩爾領銜出演莉西·蘭登。計劃由執導劇集，全部八集由史蒂芬·金執筆編劇。

## 資料來源
1. ↑  Goldberg, Lesley. . The Hollywood Reporter. 2019-04-08  [2019-04-10]. （原始内容存档于2019-04-09） （美国英语）.